# حكومة عادل عبد المهدي
الحكومة العراقية 2018 برئاسة عادل عبد المهدي نالت ثقة 14 وزيراً من حكومته في 24 تشرين الأول/أكتوبر سنة 2018 فيما تم تأجيل عدة وزارات إلى وقت لاحق، وضمت كلاً من:

## القائمة
- رئيس الوزراء العراقي عادل عبدالمهدي
- وزارة الخارجية محمد علي الحكيم
- وزارة المالية فؤاد حسين
- وزارة النفط ثامر الغضبان
- وزارة الدفاع نجاح الشمري
- وزارة الداخلية ياسين طاهر الياسري
- وزارة التجارة محمد هاشم عبدالمجيد
- وزارة التربية سها العلي بك
- وزارة التعليم العالي والبحث العلمي قصي السهيل
- وزارة الاتصالات نعيم الربيعي
- وزارة الإعمار والإسكان بنكين رايكاني
- وزارة الزراعة صالح حسين جبر الحسني
- وزارة الصناعة والمعادن صالح عبد الله الجبوري
- وزارة الصحة جعفر صادق علاوي
- وزارة الشباب والرياضة أحمد العبيدي
- وزارة العمل والشؤون الاجتماعية باسم الربيعي
- وزارة الكهرباء لؤي الخطيب
- وزارة الموارد المائية جمال العادلي
- وزارة النقل عبدالله لعيبي باهض موسى المالكي
- وزارة الثقافة عبدالامير غالب الحمداني
- وزارة العدل فاروق أمين عثمان الشواني
- وزارة التخطيط نوري صباح حميد عبطان الدليمي
- وزير الهجرة والمهجرين نوفل بهاء موسى